# Použití gest při osvojování jazyka

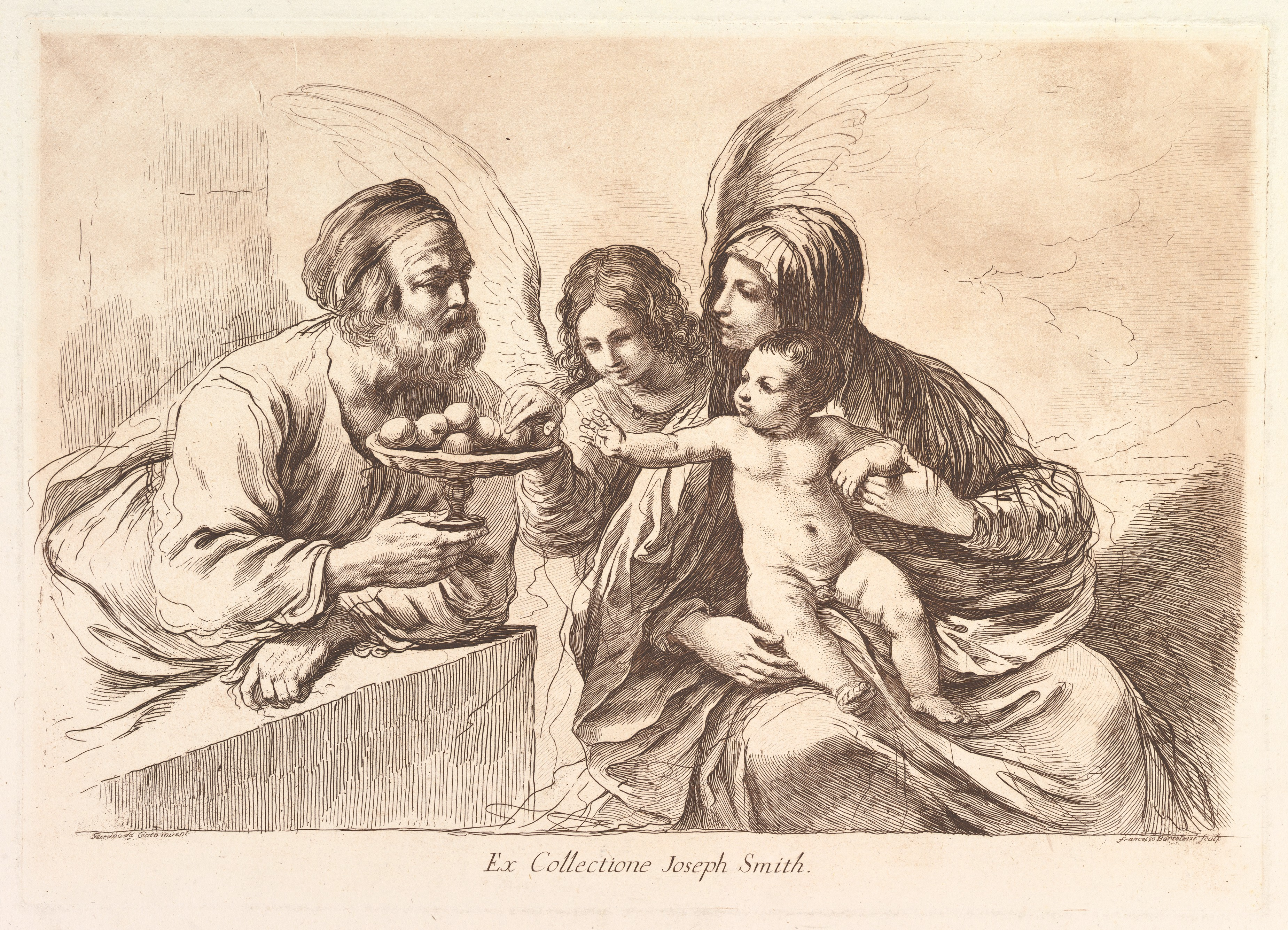
Dětské gesto (Barbieri da Cento: Svatá rodina, 1764)

Použití gest při osvojování jazyka hraje významnou roli v komunikaci dětí před tím, než se naučí používat slova a slovní spojení. Gesta jsou formou neverbální komunikace, která zahrnuje pohyby rukou, paží či dalších částí těla. Představují propojení mezi preverbální komunikací a řečí, čímž mohou děti připravit na proces osvojování mluveného jazyka. Gestikulování je také ukazatelem, pomocí kterého lze u dětí předpovědět počátek procesu osvojování mluveného jazyka, a zároveň tento proces usnadňuje. Jakmile začnou děti používat slova, mohou jim gesta nadále pomáhat při tvoření slovních spojení a později při vyjadřování myšlenek – mohou tedy sloužit jako doplněk k myšlenkám vyjádřeným slovy.
Kromě toho, že jsou gesta součástí vývoje jazyka, zlepšují také komunikační schopnosti dítěte. Díky gestům může vyjadřovat takové myšlenky, které by se svou omezenou slovní zásobou jinak nemohlo jednoduše sdělit. Dětská gesta se dělí do několika kategorií, které odpovídají různým fázím vývoje. Součástí těchto kategorií jsou deiktická gesta a reprezentační gesta.

## Znaky versus gesta
Gesta se od znaků liší tím, že nejsou součástí jazykového systému. Například míření některou částí těla, zejména ukazováčkem, s cílem projevit zájem o určitý předmět je velmi rozšířené gesto, které se používá v mnoha kulturách. Znaky jsou však otázkou konvence a tvoří součást lexika daného jazyka. Příkladem je americký znakový jazyk (ASL = American Sign Language), v němž nesou jednotlivé znaky významy odpovídající určitým slovům (dva lidé, kteří spolu komunikují americkým znakovým jazykem například vědí, že pohyb provedený sevřením pravé ruky v pěst, jejím položením na hrudník a otáčením proti směru hodinových ručiček znamená „promiň“).

## Deiktická gesta
První gesta, jež se u dětí většinou objevují okolo 10. až 12. měsíce, jsou tzv. deiktická gesta. Známá jsou také jako ukazování – dítě natáhne ukazováček, případně může použít i jinou část těla, čímž poukáže na určitý předmět zájmu. Deiktická gesta se projevují napříč kulturami a ukazují, že dítě vnímá, na co se soustředí druzí. Než začne dítě mluvit, používá ukazování z mnoha různých důvodů, například aby odpovědělo na otázku nebo aby mohlo s ostatními sdílet své zájmy a vědomosti.
Nemluvňata používají tři druhy deiktických gest:
1. Imperativní – Tato deiktická gesta se rozvíjejí jako první a děti je používají s cílem něco získat (slovy by se dala vyjádřit jako „dej mi to“).
2. Deklarativní – Deiktická gesta, která se rozvíjejí později než imperativní, děti používají, aby nasměrovaly pozornost dospělého k určitému předmětu či události s cílem upozornit na jejich existenci (slovy by se dala vyjádřit jako „podívej se na to“). Deklarativní ukazování má expresivní charakter, dítě jím tedy může upozornit na zajímavý předmět a sdílet svůj zájem o něj s druhými. Zároveň může mít také informativní funkci – dítě jej používá, aby druhého o něčem informovalo. Deklarativní gesta se obvykle neobjevují u dětí s autismem.[10]
3. Epistemická – I tato deiktická gesta se obvykle rozvíjejí až po imperativních, mohou se však objevit současně s deklarativními gesty. Epistemická gesta mají poznávací funkci – dítě na něco ukáže a tím dává dospělému najevo, že se chce o daném předmětu dozvědět něco nového, například jeho název (slovy by se tato gesta dala formulovat jako otázka „Co je to?“).[2]

Existence deklarativních a epistemických deiktických gest přirozeně souvisí s další důležitou součástí vývoje dítěte – rozvojem společné vizuální pozornosti, ke které dochází, když se dítě a dospělý současně soustředí na stejný předmět. Společná pozornost vytvářená prostřednictvím ukazování je považována za předstupeň vývoje řeči, jelikož se skrz ni projevuje zájem dítěte o komunikaci s druhými. Z četnosti ukazování lze navíc u jednoletého dítěte předvídat míru produkce řeči a u dvouletého dítěte odhadovat míru porozumění.U dětí s poruchami autistického spektra můžeme z míry gestikulace pravou rukou spolehlivě předvídat, jaká bude za rok jejich produktivní slovní zásoba (ke stejným pozorováním dochází i u dětí s normálním vývojem).
Jakmile začnou děti mluvit, deiktická gesta jim pomáhají utvářet slovní spojení připomínající věty. Příkladem použití takového spojení může být situace, kdy dítě řekne slovo „jíst“ a ukáže na sušenku. Na základě četnosti používání kombinací slov a gest lze předvídat přechod od jednoslovných výpovědí k dvouslovným výpovědím. Z výše uvedených informací tedy vyplývá, že gesta mohou významně rozšířit komunikační možnosti, které děti mají, než u nich dojde k úplnému rozvinutí řeči, a usnadnit jim počáteční fáze vývoje slovní zásoby a větné stavby.

## Reprezentační gesta
Reprezentační gesta odkazují prostřednictvím pohybů rukou i celého těla či mimiky na předměty, osoby, místa či události. Lze je rozdělit na ikonická a konvenční. Na rozdíl od deiktických gest slouží reprezentační gesta ke sdělování konkrétních významů. Tento druh gest začínají dětí používat mezi 10. a 24. měsícem.

### Ikonická gesta
Ikonická gesta jsou z vizuálního hlediska podobná činům, předmětům či rysům, které představují. Jejich četnost se zvyšuje ve 26. měsíci, kdy u dítěte dochází k rozvoji dvouslovných výpovědí.

### Konvenční gesta
Konvenční gesta jsou podmíněna kulturou, napříč kulturami se tedy mění. Mezi konvenční gesta se řadí například zakroucení hlavou pro vyjádření nesouhlasu nebo zamávání na rozloučenou.

## Časová osa rozvoje gest
Stejně jako u většiny vývojových časových os je třeba vzít v potaz, že se každé dítě vyvíjí jiným tempem. Gesta tvoří u kojenců významnou součást prelingvistického období a připravují je rozvinutí řeči. Gesta se rozvíjejí ruku v ruce s jazykem, avšak tvoření gest je údajně jednodušší, a to jak pro kojence, tak i pro dospělé. Tuto hypotézu potvrzuje fakt, že kojenci nejprve komunikují pomocí gest a teprve poté začínají tvořit slova.

### První gesta
První gesta, která se u kojenců objevují, jsou deiktická gesta. Ta zahrnují ukazování, jež je nejčastějším gestem ve věku 10 měsíců.

### 18 měsíců
V 11 měsících děti dokáží tvořit řady dvou gest, obvykle se jedná o kombinaci deiktického gesta s gestem reprezentačním.Reprezentační gesta se objevují spolu s prvními slovy.

### 12 a 18 měsíců
Ve 12 měsících začínají děti tvořit řady tří gest – většinou používají deiktické gesto, po němž následuje gesto reprezentační a poté opět deiktické. V 18 měsících tvoří více gest deiktických než reprezentačních. Mezi prvním a druhým rokem si osvojují více slov a četnost gest se snižuje.

### 2 roky a dále
Ve 26 měsících se zvyšuje četnost ikonických gest a míra porozumění. S rostoucím věkem jsou gesta stále složitější a mezi čtvrtým a šestým rokem již děti při popisování trasy gestikulují celým tělem. Gestikulace celým tělem probíhá ve trojrozměrném prostoru a používá se v situacích, kdy mluvčí popisuje trasu, jako by po ní sám šel. Mezi pátým a šestým rokem děti popisují trasu z ptačí perspektivy, k čemuž využívají reprezentačních gest.
Způsob používání gest u dětí slouží jako ukazatel jejich rozvojových a koncepčních dovedností.

## Augmentativní a alternativní komunikace
Nejenže gesta hrají důležitou roli v přirozeném procesu vývoje mluveného jazyka, jsou také významnou součástí augmentativní a alternativní komunikace (AAK). Augmentativní a alternativní komunikace označuje metody, prostředky a teorie založené na formách komunikace, které jsou z lingvistického hlediska nestandardní a jsou využívány lidmi s poruchami řeči. Pro AAK existují různé prostředky od špičkových technologických komunikačních zařízení, přes technologicky zastaralé prostředky, jako je posílání zpráv, až po netechnologické pomůcky, jako jsou obrázkové karty, ruční znakování a gesta. Význam gest v kognitivním a jazykovém rozvoji, zejména jejich využití jedinci s poruchami komunikace (především uživateli AAK), začal být zkoumán teprve v posledních desetiletích.